# Hugo X. z Lusignanu
Hugo X. z Lusignanu řečený Snědý (francouzsky Hugues le Brun, 1185? – 5. června 1249, Damietta) byl pán z Lusignanu a hrabě z La Marche a Angoulême. Během svého života opakovaně revoltoval proti francouzské koruně a zúčastnil se dvou křížových výprav do Svaté země. Roku 1230 založil cisterciácký klášter Valence.

## Život

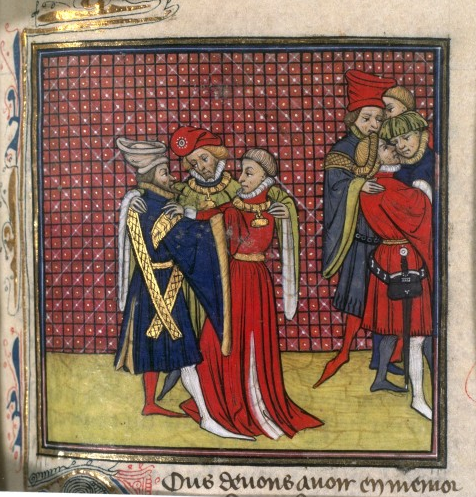
Hugo z Lusignanu se svými společníky, vzbouřenci proti koruně (iluminace z 15. století)

Byl synem Huga z Lusignanu a jeho první manželky Agáty z Preuilly. 10. května 1220 se oženil s Isabelou z Angoulême, anglickou královnou vdovou a zároveň matkou své dosavadní snoubenky.
Po smrti francouzského krále Ludvíka VIII. se Hugo stal jednou z postav spiknutí zaměřeného proti regentské vládě královny vdovy. 16. března 1227 podepsal společně s Petrem Bretaňským ve Vendôme mírovou smlouvu s francouzskou korunou.